# Steinerschool

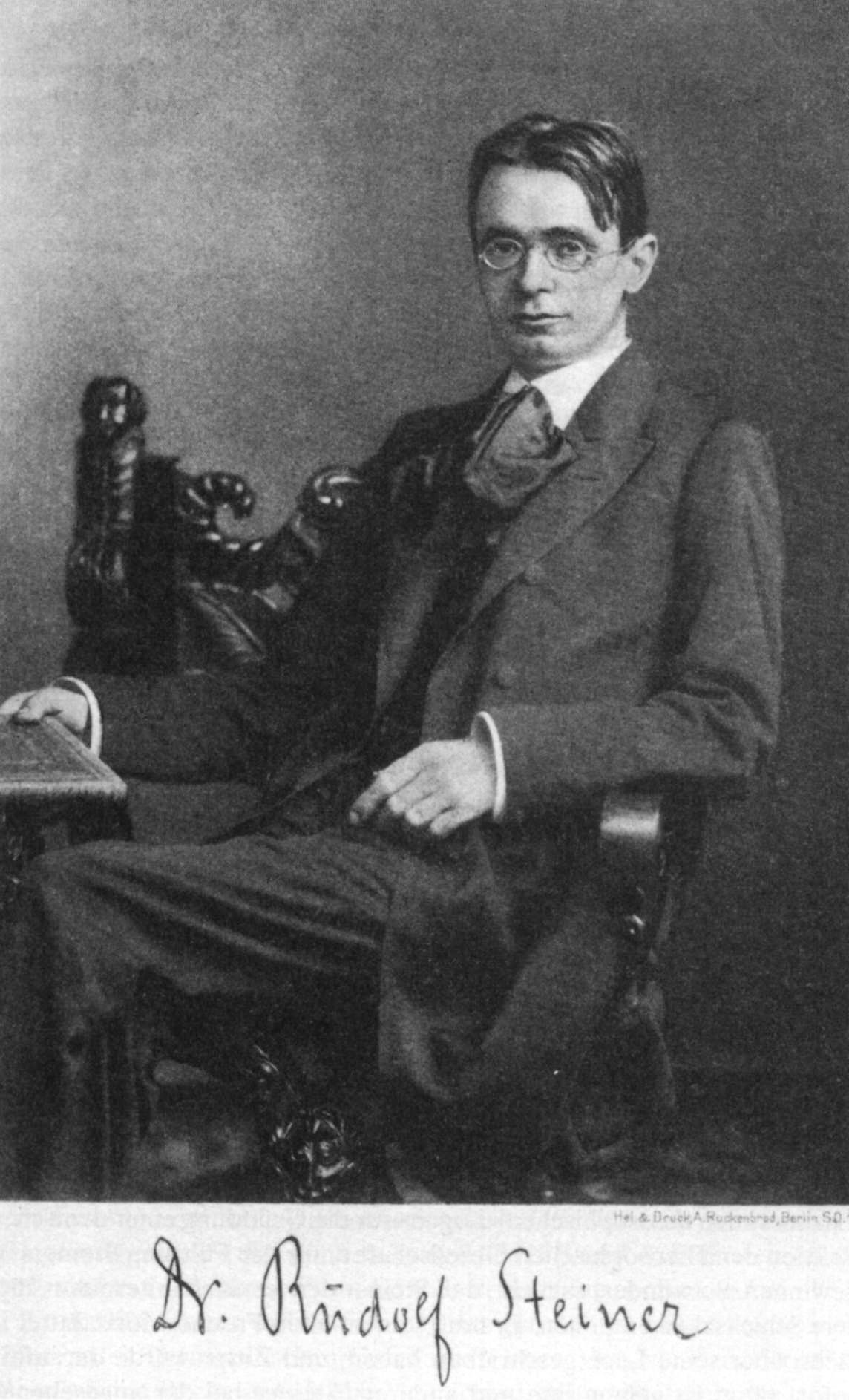
Dr. Rudolf Steiner in 1900 te Berlijn

Een steinerschool, genoemd naar grondlegger Rudolf Steiner (1861-1925), is een methodeschool waar les wordt gegeven op basis van de steinerpedagogie. Het steineronderwijs maakt deel uit van een internationale schoolbeweging en omvat scholen voor basisonderwijs en secundair onderwijs. Steinerscholen worden ingedeeld in: kleuterschool (4 tot 6 jaar), onderbouw (6 tot 12 jaar, klas 1 t/m 6) en bovenbouw (12 tot 18 jaar, klas 7 t/m 12). De klassen 7 en 8 worden ook wel middenbouw genoemd. In 2019 waren er 1182 steinerscholen in 66 landen. In België vallen de steinerscholen onder het methodeonderwijs en worden de richtingen 'Steinerpedagogie' (aso) en 'Duurzaam Wonen' (bso) aangeboden.

## Ontstaan
In 1919 vroegen de arbeiders van de Waldorf-Astoria-sigarettenfabriek in Stuttgart Rudolf Steiner een school op te richten waarin hun kinderen volgens de uitgangspunten van de antroposofie en de Sociale Driegeleding zouden worden onderwezen. Emil Molt (1876-1936), eigenaar van de fabriek en sympathisant van Rudolf Steiner, faciliteerde deze Freie Waldorfschule. Rudolf Steiner baseerde zich voornamelijk op de hem bekende, Oostenrijkse Realschule, maar ook op de methoden van al bestaande vernieuwingsscholen zoals Abbotsholme School (1889, Rochester, Verenigd Koninkrijk), de Odenwaldschule (1910, Heppenheim, Duitsland) en de Hermann-Lietz-Schule (1901, Haubinda, Duitsland). Naar het voorbeeld van de Waldorfschule in Stuttgart werd in 1954 in Antwerpen de eerste Belgische steinerschool geopend.

## Geschiedenis in België
In België speelt het initiatief voor de oprichting van het steineronderwijs zich af onder impuls van de Edegemse notaris Emile Gevers in de periode 1948-1954. Formeel niet gebonden aan of verbonden met een politieke of religieuze strekking krijgt de zichzelf pluralistisch noemende steinerschool in 1954 - op het hoogtepunt van de Tweede Schoolstrijd - groen licht van de toenmalige CVP-regering om in Antwerpen een school op te richten en wordt zo een kleine speler op de onderwijsmarkt. Voor de opening van de school zijn vanuit verscheidene Europese landen bekende namen uit de antroposofische beweging naar Antwerpen gekomen. Uit Duitsland Herbert Hahn en Ernst Lehrs, Werner Pache uit Zwitserland en Wilhelm Rath uit Oostenrijk. Maar vooral de Nederlanders waren sterk vertegenwoordigd: Willem Zeylmans van Emmichoven, Bernard Lievegoed, Max Stibbe, Frits Julius, Matthieu Laffree, Kees Van Der Linden, Daniel van Bemmelen en Wim Veltman zijn enkele van de meest markante figuren. Van Bemmelen volgde de Antwerpse steinerschool nog jaren op de voet. In 1971 werd in Antwerpen de Parcivalschool opgericht, een school voor buitengewoon onderwijs, specifiek voor leerlingen van steinerscholen met leerproblemen.
In 1976, 22 jaar na het ontstaan van de eerste Belgische steinerschool, werd in Lier een tweede steinerschool opgericht, de Sterrendaalders. Vanuit de steinergemeenschap ontstonden nu meer en meer initiatieven die tot de oprichting van steinerscholen leidden. Aanvankelijk in enkele provinciehoofdsteden: Gent (1978), Brugge (1979), Leuven (1982), later ook in kleinere steden en gemeenten. In 2018 telt België 21 steinerscholen.

## Spreiding scholen(gemeenschappen)
In Vlaanderen zijn er steinerscholen kleuter- en basisonderwijs te Aalst (Michaëlisschool), Anderlecht (Rudolf Steinerschool), Antwerpen (Rudolf Steinerschool, Yggdrassil), Berchem (Het Speelschooltje), Borgerhout (De Kleine Wereldburger), Munte (Landelijke Steinerschool Munte), Brasschaat (De Wingerd), Brugge (Guido Gezelleschool), Geel (Novalisschool), Gent (Rudolf Steinerschool Gent, De Teunisbloem), Ieper (Koningsdale), Leuven (De Zonnewijzer), Lier (De Sterrendaalders), Tervuren (Kristoffelschool), Turnhout (Michaëlschool), Wilrijk (Lohrangrin), Ronse (Ringelwikke) en te Voeren (Landelijke Steinerschool Voeren).

Steinerscholen secundair onderwijs zijn in Vlaanderen verenigd in de Scholengemeenschap Steinerscholen Secundair Onderwijs met vestigingen te Antwerpen (Hibernia), Berchem (De Es), Leuven (De Zonnewijzer), Lier (De Populier), Gent (Vrije Rudolf Steinerschool), Brugge (Guido Gezelleschool) en Aalst (Michaëli).
Op een aantal steinerscholen (als eerste die in Lier) is sinds 2008 een studierichting voor beroepssecundair onderwijs volgens de steinerpedagogiek ingericht onder de noemer 'Duurzaam Wonen'. Hier kunnen leerlingen zich voorbereiden op op diverse beroepen rondom 'de zorg voor de woning, voor de mens die in die woning leeft en voor de omgeving van de woning'.
Wallonië telt vier vestigingen waar kleuteronderwijs volgens de steinerpedagogie kan worden gevolgd, waarvan twee vestigingen ook basisonderwijs aanbieden. De scholen zijn gevestigd in Court-Saint-Étienne, Bois-de-Villers (Le jardin des deux pays) en Doornik (L’Enfance de l’Art).

## Afwijkende eindtermen en ontwikkelingsdoelen
Steinerscholen vinden dat de officiële eindtermen en ontwikkelingsdoelen niet genoeg ruimte geven voor hun pedagogisch project en de onderwijsvrijheid in het gedrang komt. Daarom gebruiken ze afwijkende eindtermen en ontwikkelingsdoelen. Dit recht op vrijheid van onderwijs werd door de steinerscholen in 1997 middels het zogenaamde Hibernia-arrest afgedwongen, wat toenmalig minister van Onderwijs Luc Van den Bossche deed besluiten de gangbare eindtermen dusdanig te vereenvoudigen dat ze de grootst mogelijke vrijheid van onderwijs boden. Hierdoor konden steinerscholen hun eigen, van het reguliere onderwijs afwijkende leerplannen, ontwikkelingsdoelen en eindtermen hanteren.
In 2017 vond in het Vlaams Parlement een debat rond de afwijkende eindtermen van de steinerscholen plaats. De meeste politieke partijen wilden niet langer een uitzonderingspositie voor steinerscholen, maar Minister van Onderwijs Hilde Crevits wilde de mogelijkheid tot afwijking van de eindtermen in het decreet onderwijs behouden. Eind december 2019 werd bekendgemaakt dat de Vlaamse regering de eindtermen voor de eerste graad secundair steineronderwijs had afgekeurd. Nadat de steinerscholen aanpassingen aan hun eindtermen hadden gedaan, werden in april 2020 de eindtermen voor de eerste graad secundair steineronderwijs, door de Vlaamse regering  goedgekeurd.

## Toezicht
Steinerscholen staan net zoals alle erkende en gesubsidieerde scholen onder toezicht van de Onderwijsinspectie.
In 2012 stelde de onderwijsinspectie vast dat de kwaliteit van onderwijs van de twee steinerschoolgemeenschappen voor secundair onderwijs niet aan de kwaliteitseisen van de onderwijsinspectie voldeden. Ze werden als 'beperkt gunstig' geëvalueerd Na een verbetertraject kreeg de Middelbare Steinerschool Vlaanderen in 2015 een gunstig advies. De andere middelbare steinerschool, Hibernia, voldoet nog steeds niet volledig aan de kwaliteitseisen van de onderwijsinspectie en kreeg tot 2019 om de kwaliteit van haar onderwijs te verbeteren.
In 2010 werd voor de Leuvense steinerschool 'De Zonnewijzer' de procedure tot schrapping van de erkenning en de subsidies ingezet, omdat de school van de onderwijsinspectie een ongunstig advies had gekregen, iets dat uitzonderlijk gebeurt. De school heeft anno 2018 nog steeds moeilijkheden om te voldoen aan de erkenningsvoorwaarden.

## Leerrendement
Uit een onderzoek naar de werking en effecten van methodeonderwijs dat de Katholieke Universiteit Leuven in 2013 uitvoerde blijkt dat leerlingen van steinerscholen basisonderwijs minder goed presteren. Voor het vak wiskunde was dit het meest opvallend.
Uit onderzoeken van de Universiteit Antwerpen en de Katholieke Universiteit Leuven uit 2013 blijkt dat een afstuderende leerling uit het middelbaar steineronderwijs een slechter rapport voorlegt, gemiddeld slechtere resultaten behaalt voor wiskunde en Nederlands en de slaagkansen voor universitair en hoger onderwijs beduidend lager liggen in vergelijking met leerlingen uit het regulier secundair onderwijs. Leerlingen van steinerscholen kiezen in hun vervolgopleiding meer dan gemiddeld voor alfarichtingen dan voor bètarichtingen.
Op kennisgebied hinken de Steinerscholen achterop: de slaagcijfers in het hoger onderwijs zijn lager. Leerlingen van Steinerscholen kiezen in hun vervolgopleiding meer dan gemiddeld voor een alfa-richting, zoals rechten of psychologie. Het aantal leerlingen dat kiest voor een vervolgopleiding in de beta-richting ligt juist lager.

## Pedagogische visie
De pedagogische visie die steinerscholen hanteren is gebaseerd op Rudolf Steiners antroposofie, meer bepaald op zijn antroposofische menskunde. Vertrekkende vanuit zijn menskundige inzichten ontwikkelde Steiner de antroposofische pedagogiek.
In het steineronderwijs streeft men ernaar dat zowel lichaam, ziel als geest worden aangesproken. Concreet vertaalt zich dit als onderwijs voor handen, hart en hoofd, wat zich op zijn beurt weerspiegelt in het belang aan handvaardigheid-, kunst- en denkvakken. Er wordt geen nadruk gelegd op intellectuele vermogens, want tussen de drie gebieden (willen, voelen, denken) dient een evenwicht te zijn. Het onderwijs wordt vormgegeven aan de hand van een ontwikkelingspsychologisch model waarin drie zeven-jaars-fasen zijn te onderscheiden. Elke fase veronderstelt een andere aanpak en de scheidslijnen tussen de fasen komen min of meer overeen met de overgangen van kleuter- naar lagere en van lagere naar middelbare school.

#### Kleuterschool
De eerste fase (0-7 j.), waarin zich de kleutertijd situeert, staat volledig in het teken van de wil. De kleuter bootst zijn omgeving na, maar handelt onbewust. Door middel van spelsituaties krijgt het kind niet alleen de gelegenheid fantasie en creativiteit te ontwikkelen, maar kan ook de wilsontwikkeling worden gestimuleerd. De kleuterklas dient de lijn van de omhulling en warme gezinssfeer die het kind normaal thuis vindt, verder te zetten. Ritme, herhaling en gewoontevorming spelen een belangrijke rol in het klasleven. In de kleuterschool wordt gewerkt met naar leeftijd gemengde groepen. Dit betekent dat kinderen hun hele kleutertijd bij dezelfde kleuterleid(st)er blijven. Op die manier zitten in een kleuterklas kinderen van verschillende leeftijden, variërend van drie tot zeven jaar. Kinderen blijven gemiddeld langer kleuter, omdat de overgang naar de lagere school (onderbouw) pas wordt gemaakt wanneer het kind schoolrijp is bevonden, dus niet noodzakelijk wanneer het kind volgens de kalenderleeftijd klaar is om de overstap te maken.

#### Onderbouw
Wanneer het kind schoolrijp is en de tweede fase (7-14 j.) is aangebroken, maakt het de overstap naar de lagere school en komt het in een naar leeftijd homogene groep terecht waar het minstens zes jaar bij dezelfde leraar blijft. Sommige leraren staan erop om na de onderbouw of lagere school nog twee jaar met hun klas mee te gaan, omdat traditioneel de eerste twee leerjaren van het middelbaar of voortgezet onderwijs tot de onderbouw behoren. De oorspronkelijke pedagogische richtlijn is dat de leraar bij zijn klas blijft tot de leerlingen de leeftijd van 14 jaar hebben bereikt. Van dit systeem is men wegens praktische redenen geleidelijk aan afgestapt door het inrichten van een middenbouw. Enorm belangrijk in de fase van zeven tot veertien jaar is de autoriteit van de leraar. Steinerpedagogen zeggen dat het schoolkind in deze fase meer dan ooit de behoefte heeft om op te kijken naar iemand. De leraar, als overbrenger van kennis, speelt hierin een cruciale rol.
In de onderbouw wordt veel aandacht besteed aan het werken met temperamenten of karakterkenmerken. Waar in de kleuterklas het schoolse leren nog niet bewust gestimuleerd werd, wordt het kind nu stap voor stap voorzichtig ingeleid in de wereld van het schoolse leren. Eerst nog vanuit de sprookjeswereld en vervolgens met mythen, om tegen het einde van de onderbouw te kunnen kennismaken met enkele abstracte begrippen. In deze fase wordt vooral de nadruk gelegd op het voelen. Men probeert het leerstofaanbod zo te kiezen en aan te bieden dat het kind zich er gevoelsmatig mee kan verbinden. De innerlijke beleving door middel van de leerstof primeert op de abstracte verwerving ervan.
Een bijzonder gegeven is het periodeonderwijs. In een periode of blok van een viertal weken wordt de eerste twee uren van de dag slechts één bepaald vak (bv. rekenen, taal, heemkunde) gegeven. Op die manier wordt versnippering door steeds wisselende vakken tegengegaan. Dit systeem wordt zowel in onder-, midden- en bovenbouw gehanteerd.

#### Bovenbouw
Vanaf ongeveer 14 jaar komen leerlingen in de bovenbouw (derde tot en met zesde middelbaar) terecht. Ze worden dan geacht klaar te zijn om zich zuiver abstracte begrippen eigen te maken, zodat een begin kan worden gemaakt met het aanspreken van het denken. Oordeelkracht ontwikkelen in de zoektocht naar de objectieve waarheid is het leidmotief in de bovenbouw. De leerlingen worden niet alleen met feiten en weetjes geconfronteerd, er wordt evenzeer gestreefd naar het belichten van de aangereikte informatie vanuit verschillende invalshoeken. Zo kunnen de leerlingen een eigen oordeel leren vormen. In de bovenbouw is er niet langer één leraar die zich om de kinderen bekommert, maar een systeem met vakleerkrachten. Een aantal ambachtelijke vakken maken in de bovenbouw hun intrede: boekbinden, mandenvlechten, koperslaan …
Tijdens het laatste jaar van de middelbare school maken de leerlingen als afsluiting een eindwerk dat wordt voorgesteld aan de hele schoolgemeenschap.

#### Antroposofisch onderwijs
Steinerschoolpedagogie(k) en -onderwijs worden ook wel antroposofische pedagogie(k) of antroposofisch onderwijs genoemd. Antroposofie maakt volgens woordvoerders van de steinerschoolbeweging geen deel uit van het lesaanbod. Steiners visie op de ontwikkeling van het kind en de eis dat het onderwijs kunstzinnig moet zijn, vormen bewerkt en verwerkt tot pedagogisch-didactisch handelen, de basis voor de leerkracht voor het werken met de leerlingen.

## Kritiek

### Niet wetenschappelijk
De wetenschappelijkheid van de antroposofie en de daarvan afgeleide antropologie en pedagogiek wekken veel controverse op. Een van de zwaartepunten van de kritiek ligt daarin dat Rudolf Steiner zijn bevindingen zou hebben verkregen via helderziend onderzoek van hogere, geestelijke werelden. Steiners beweringen zijn echter niet falsifieerbaar voor wie niet zelf over deze vermogens beschikt en kunnen daardoor niet wetenschappelijk worden beoordeeld. Het curriculum van het steineronderwijs is gebaseerd op Steiners ideeën over evolutie en reïncarnatie.

#### Controversiële lesinhoud
Er zijn critici die menen dat in het curriculum lesonderwerpen voorkomen die niet stroken met de huidige stand van de wetenschap doordat ze te sterk op antroposofische inhouden zouden zijn gebaseerd. De Duitse onderwijsdeskundige Klaus Prange ziet Steiners antroposofie opduiken in het hele curriculum: van lezen en schrijven tot biologie en chemie, overigens geeft hij daar nauwelijks voorbeelden van. In incidentele gevallen is – soms onbedoeld - bepaalde inhoudelijke antroposofische lesstof in het steineronderwijs ingevloeid.

#### Perceptie vanuit de steinerschoolbeweging
Vanuit de steinerschoolbeweging worden inspanningen gedaan om het steineronderwijs meer wetenschappelijk te maken. Jost Schieren, hoogleraar waldorfpedagogiek aan de antroposofische privaatuniversiteit 'Alanus', beweert 'dat hoe meer wetenschappelijkheid er in het steineronderwijs vloeit, hoe minder antroposofie er mogelijk is, waardoor de steinerpedagogie opgeofferd wordt'. Volgens Schieren zou het kunnen dat 'antroposofische inhouden zoals reïncarnatie, wezensdelen, mensheidsontwikkeling, temperamentenleer en scholingsweg wetenschappelijk en maatschappelijk niet langer houdbaar zijn' als ze niet wetenschappelijk onderbouwd worden.
In 2011 werd in Duitsland het ‘Onderzoekscolloquium waldorfpedagogiek en onderwijswetenschap’ opgericht met als doel ‘proactief de dialoog met de opvoedingswetenschappen te bevorderen’. Daarbij gaat het niet in de eerste plaats om de fundamentele vraag of de waldorfpedagogiek en/of de antroposofie wetenschappelijk is en/of de wetenschap er geen te eenzijdige uitgangspunten op na houdt met als gevolg dat deze pedagogiek en de antroposofie het slachtoffer zouden kunnen worden van een te reductionistisch wetenschapsbegrip, maar om centrale thema’s te onderzoeken en discussies op gang te brengen.
In Nederland vindt sinds 2015 iets dergelijks plaats met het project ‘Waarde(n) van het vrijeschoolonderwijs’. Daarin participeert ook de Federatie van Steinerscholen.

#### Temperamentenleer
In de steinerpedagogie wordt gebruik gemaakt van Steiners temperamentenleer. De oorspronkelijke, hippocratische medische temperamentenleer is gebaseerd op de theorie dat bij elk van de vier verschillende lichaamssappen een bepaald persoonlijkheidstype behoort: het sanguinische (bloed), het flegmatische (slijm), het cholerische (gal) en het melancholische (zwarte gal). Steiner nam de terminologie van Hippocrates over en bracht de vier temperamenten in verband met de vier in de antroposofie gehanteerde wezensdelen: ik, astraallichaam, etherlichaam en fysiek lichaam.

### Racisme
In de jaren 1990 kwam in Nederland aan het licht dat racistische inhoud uit het werk van Rudolf Steiner als leerstof werd aangeboden in de lessen Rassen- en Volkenkunde in het vrijeschoolonderwijs. In opdracht van de Antroposofische Vereniging in Nederland werd onderzoek gedaan naar racistische inhoud van Steiners publicaties. Zestien passages werden aangemerkt als mogelijk racistisch. De Nederlandse vrije scholen namen maatregelen: het vak Rassenkunde werd afgeschaft, het vak Volkenkunde aangepast. Ondertussen klonk ook in andere landen kritiek op racistische inhoud in Steiners leer. In Duitsland besliste de federale Bondscommissie Beoordeling gevaarlijke Media voor Jongeren dat twee boeken van Rudolf Steiner die de commissie bestempelt als ‘aanzettend tot rassenhaat en discriminatie’ enkel nog geannoteerd mogen worden verkocht. De European Council for Steiner Waldorf Education nam uiteindelijk een officieel standpunt in m.b.t. discriminatie en racisme dat in 2007 werd overgenomen door de Federatie van Steinerscholen in Vlaanderen.
Oud-leerlingen getuigen regelmatig dat ze racistische leerstof kregen aangeboden. De Nederlandse romanschrijver Tommy Wieringa heeft dit onder andere verwerkt in zijn roman Dit zijn de namen.